# 2-아라키도노일글리세롤
2-아라키도노일글리세롤(영어: 2-arachidonoylglycerol, 2-AG)은 CB1 수용체의 내인성 작용제 및 CB2 수용체의 1차 내인성 리간드인 엔도칸나비노이드이다. 오메가-6 지방산, 아라키돈산 및 글리세롤로 형성된 에스터이다. 이것은 중추신경계에서 비교적 높은 수준으로 존재하며, 칸나비노이드 신경 조절 효과가 있다. 모체 소와 모유에서 발견되었다. 이 화학 물질은 1994-1995년에 처음 설명되었지만 그 이전에 발견되었다. 포스포라이페이스 C(PLC) 및 다이아실글리세롤 라이페이스(DAGL)의 활성은 이것의 형성을 매개한다. 2-아라키도노일글리세롤은 아라키돈산을 함유한 다이아실글리세롤(DAG)로부터 합성된다.

## 같이 보기
- 신경전달물질
- 아난다미드